# District de Hongkou
Le district de Hongkou (虹口区 ; pinyin : Hóngkǒu Qū) est une subdivision du centre de la municipalité de Shanghai en Chine.
C'est un des districts qui forme Puxi. Aujourd'hui, le transport dans ce district devient plus en plus facile. Il y a les lignes de métro 3,4,8,10 qui passent par ce district. Vous pouvez changer les lignes 3 et 4 à la station Rue de Baoshan, les lignes 4 et 10 à la station Rue de Hailun, les lignes 8 et 10 à la station Rue de Siping, les lignes 3 et 8 à la station Court de Hongkou.

## Parcs et Jardins
- Parc Heping